# シカマシフゾウ
シカマシフゾウ（鹿間四不像 Elaphurus shikamai）は、中期更新世（190万 - 80万年前）に日本列島に生息していた哺乳綱偶蹄目シカ科シフゾウ属の動物。日本列島には本種とマヤシフゾウ（E. mayai）などの複数の同属が日本列島に分布した。

## 概要
角が根元から高い位置（15センチメートル程度）で分岐し、前後の枝がさらに分岐するという角構造を持つ。ユーラシア大陸に分布した E. bifurcates の亜種とされることもあるが、現生のシフゾウと同様の角表面の粗い彫刻を持つことから E. bifurcates とは区別される。
タイプ標本は兵庫県の大阪層群林崎粘土層（約130万年前）産の落角であり、同県・明石市の西八木遺跡にて鹿間時夫によって発見されたことが和名の由来になった。その他、東京都西部の上総層群（190万 - 160万年前）、近畿地方の大阪層群（130万 - 100万年前）、千葉県の上総層群（100万 - 80万年前）から合わせて十数例が発見されている。東京都八王子市からは頭骨付角化石が発見されている。
岩手県の花巻市博物館の敷地から発見された足跡の化石も本種に由来する可能性があり、宮沢賢治によって命名された同市の「イギリス海岸」に産する足跡も本種または他のシカ類との類似性を示している。